# Idaea inversata
Idaea inversata är en fjärilsart som beskrevs av Achille Guenée 1858. Idaea inversata ingår i släktet Idaea och familjen mätare. Inga underarter finns listade i Catalogue of Life.

## Bildgalleri

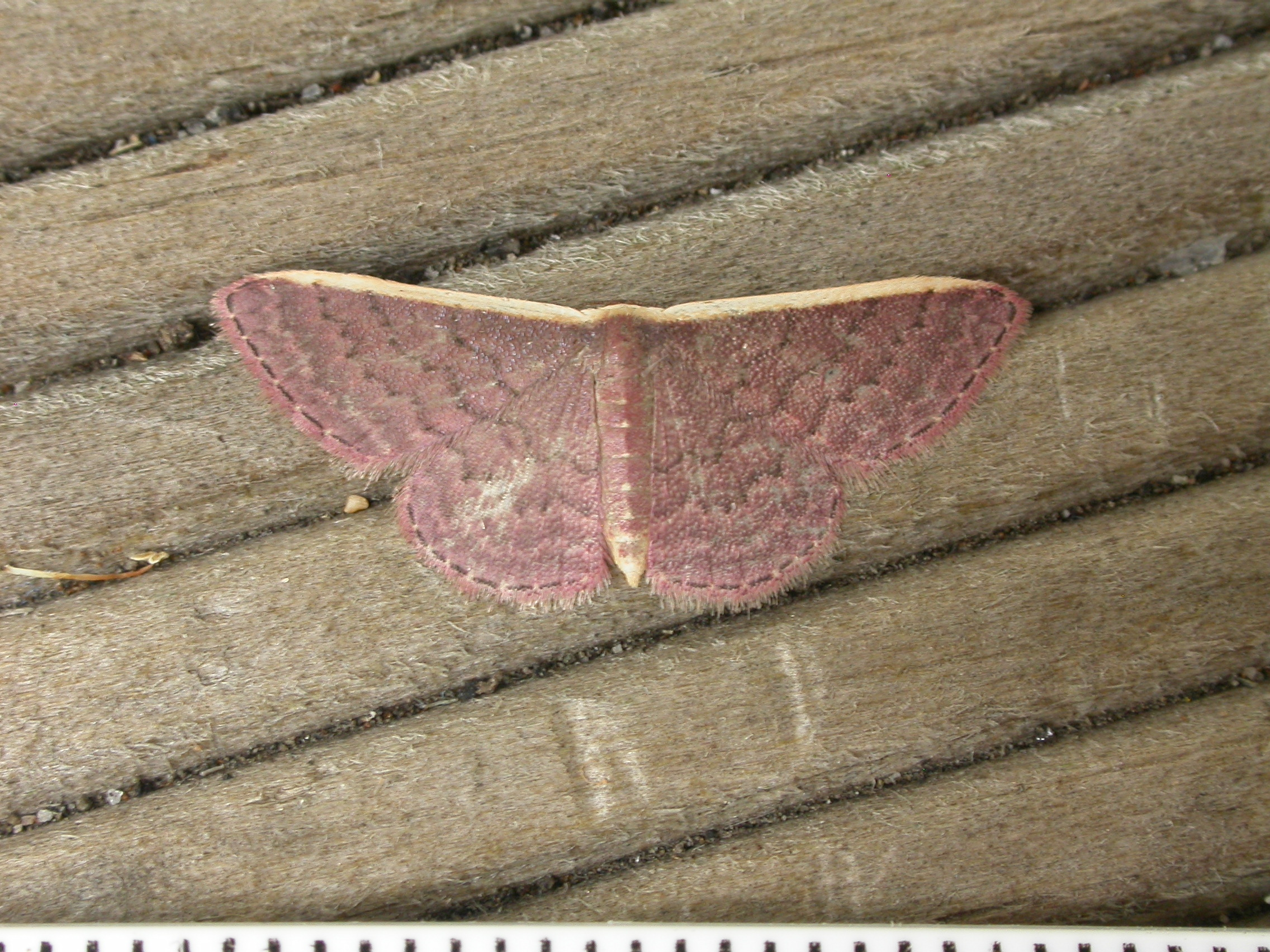